# Николае Йорга
Никола̀е Йо̀рга (на румънски: Nicolae Iorga, [nikoˈla.e ˈjorɡa]) е румънски учен-историк, литературен критик, писател, академик на Румънската академия (1911), политик – премиер и министър.
Йорга е сред създателите на Национално-демократичната партия. Той е министър-председател и министър на народното образование през 1931 – 1932 г. Автор е на много трудове по история на Румъния, Турция, Балканите, както и по история на румънската литература. Той полага началото на литературното течение съмънъторизъм (от наименованието на списание „Съмънъторул“ (на румънски: Sămănătorul – „Сеяч“)).

## Биография
Йорга е роден в Ботошани на 17 януари 1871 г. Получава бакалавърска степен от Националния колеж в Яш, след което защитава докторат в Практическото училище за висши изследвания и в Лайпцигския университет (1893). Преподава средновековна история в Букурещкия университет От 1894 г.
При сключването на Крайовската спогодба и последвалото връщане на Южна Добруджа в пределите на Царство България Йорга е на позицията, че това е справедлив акт, който ще затвърди приятелството между тези съседни народи. Историкът заявява: „По отношение на Южна Добруджа (Cadrilateru) съм националист, а не експанзионист. Присъединяването на Южна Добруджа беше грешка. Бях против анексията по онова време. Завръщането в България е оправдано. Ако постигнем приятелство чрез това, приятелството ни се плаща скъпо. Румънците трябва да бъдат върнати у дома.“
Убит е от легионери на националистическата организация „Желязна гвардия“.

## Трудове
- „Византия след Византия“
- „История на Османската империя“ (в 5 тома)
- „История на румънците“ (в 10 тома)
- „Изследвания и документи по история на румънците“ (в 25 тома)